# Moos (cantante)
Moos (en árabe: مصطفى العلمي‎) (Toulouse, 29 de agosto de 1974) es un cantante francés de origen marroquí.

## Biografía
Moos nació en Toulouse de padres marroquíes y se crio en el barrio multiétnico de Mirail, donde entró en contacto con diferentes estilos musicales, entre ellos el raï africano, el funk y el R&B . Primero tocó una canción en Radio Toulouse, luego lanzó su primer sencillo en 1998, Qui me donnera des ailes . Su mayor éxito, sin embargo, fue el segundo sencillo Au nom de la rose, lanzado al año siguiente, alcanzó la cima de las listas de éxitos en Francia y Valonia, la región francófona de Bélgica, y fue certificado disco de diamante por el Syndicat national de l'édition phonographique por haber vendido más de 750 000 copias en suelo francés. Le Crabe est érotique, su primer y único álbum, es disco de oro certificado en Francia, con más de 100.000 ventas. Moos continuó lanzando música y las canciones Comme une étoile y Olivia aparecieron en línea. Paralelamente a su actividad como cantante abrió una casa de té y un bar en Toulouse.

## Discografía

### Álbum
- 1999 - Le Crabe est érotique

### Singles
- 1998 - Qui me donnera des ailes
- 1999 - Au nom de la rose
- 1999 - Delicate Chatte

- Datos: Q3323615

1. ↑  «MOOS - AU NOM DE LA ROSE (CHANSON)» (en francés).
2. ↑  «Les certifications» (en francés). Syndicat national de l'édition phonographique.